# Talk Talk
Talk Talk var en engelsk rockgruppe. De startede i 1981 med at spille synthpop, men udviklede sig senere ud i art rock og post-rock. Gruppen var aktiv frem til 1991, og blev officielt opløst i 1992.

## Diskografi
- 1982: The Party's Over
- 1984: It's My Life
- 1986: The Colour of Spring
- 1988: Spirit of Eden
- 1991: Laughing Stock

| Musikgruppe | Spire Denne artikel om en britisk musikgruppe er en spire som bør udbygges. Du er velkommen til at hjælpe Wikipedia ved at udvide den. |